# Sciades couma
Sciades couma, in Suriname koemakoema genoemd,  is een straalvinnige vis uit de familie van christusvissen (Ariidae), orde meervalachtigen (Siluriformes), die voorkomt in de binnenwateren van Zuid-Amerika, het westen en het zuidwesten van de Atlantische Oceaan.

## Anatomie
Sciades couma kan een lengte bereiken van 97 cm en kan maximaal 5 jaar oud worden. Er zijn één dorsale stekel.

## Leefwijze
Sciades couma komt zowel in zoet, zout als brak water voor en is gebonden aan een tropisch klimaat. De soort is voornamelijk te vinden in rivieren.
Het dieet van de vis bestaat hoofdzakelijk uit dierlijk voedsel, door te jagen op zowel macrofauna als andere vissoorten.

## Relatie tot de mens
Sciades couma is voor de visserij van aanzienlijk commercieel belang. De soort komt niet voor op de Rode Lijst van de IUCN.